# W54SA
W54SA（だぶりゅーごーよんえすえー）は、三洋電機（大阪、現・京セラ SANYOブランド）が日本国内向けに開発した、auブランドを展開するKDDIおよび沖縄セルラー電話のCDMA 1X WIN対応携帯電話である。

## 特徴
W51SAの事実上の後継機種。「非日常な和」をキーワードとし、漆器の小箱をイメージとしたデザインとなっておりEV-DO Rev.Aやデジタルラジオ、3.0インチのワイドVGA液晶、約3.2MピクセルのAFカメラ等の最先端機能を多く取り込んだ「全部入り」のフラグシップモデルとなっている。auのほとんどのフラグシップモデルが有機ELをメインディスプレイとして採用する中、完成度の向上と高精細化が容易になったVGA液晶を採用した。
鳥取三洋電機（現・三洋テクノソリューションズ鳥取）製の2006年秋冬モデル「W42SA」に搭載されていた機能である「スムースタッチ」の改良版が採用されている。また、バックキーライトには青色のイルミネーションが使われている。
従来、三洋機は日本語入力システムにAdvanced Wnnを搭載していたが、新プラットフォーム「KCP+」を採用する理由でATOKに変更された。
また、発表当時搭載が予定されていたAACコーデックを用いたICレコーダー機能、AACファイル専用SD-Audioの再生機能は割愛された。そのため、UIの操作性に関しては既存のau向け東芝製端末に近いものとなっている。その他、既存のau向け三洋製端末に搭載されていた独自機能も一部省略されている（独自機能はW63SAより一部復活している）。
ちなみに「黒紅梅」と呼ばれるボディカラーは、螺鈿風のパール塗装が用いられている。
また、本機の特筆すべき点は、au携帯電話としては初となるくっきりとしたWVGAフルドット対応（ネイティブVGA）のGUIやフォントを搭載していること、KCP+標準のマルチプレイウィンドウ等先端機能に対応していることである。
その他、ゲームアプリに「ぷよぷよ通DX」体験版、ケータイコミック「トイ・ストーリー2」の1話、デコレーションメール・ラッピングメール用素材などがプリセットされている。
本機の発表後、三洋電機は京セラに携帯電話事業を譲渡・移管したため、同社名義で開発および製造・販売した端末としては、同機が最終モデルとなり、鳥取三洋製のW62SAを除くW61SAからSA002までのSA機は京セラSANYOブランド名義として存続する事となった。

## 早期販売打ち切りと新プラットフォームがもたらしたジンクス
しかし、発売直後から新プラットホーム「KCP+」の度重なる不具合が発生した。同時期に発売された東芝（現・富士通モバイルコミュニケーションズ）「W56T」およびソニー・エリクソン・モバイルコミュニケーションズ（現・ソニーモバイルコミュニケーションズ）「W54S」と一緒に販売が早期に終了することになり、同時期に発売された他の非KCP+（KCP）機種よりも早く、ホームページの現行製品情報や、総合カタログからも外されることとなった。

## 沿革
2007年
- 10月16日 - KDDIおよび三洋電機（大阪）より公式発表、この時点では同年12月発売予定。

2008年
- 2月7日 - 北海道・北陸・沖縄地区で発売。
- 2月8日 - 四国地区で発売。
- 2月8日 - 出荷時の不具合により、既に発売されている地域で販売中止、その他の地域で発売延期。
- 2月13日 - 最初のケータイアップデートが開始。
- 2月15日 - 北陸地方、その他の地域で順次販売再開・発売予定だったが、不具合により再延期。
- 2月25日 - 沖縄地区で販売再開。
- 2月27日 - 2月15日に発表されたTV電話の不具合を含む、4件の不具合を解消する2回目のケータイアップデートが開始。
- 3月1日 - 北海道・北陸地区で販売再開。
- 3月6日 - 中国・九州地区で発売。
- 3月7日 - 関西地区で発売および四国地区で販売再開。
- 3月8日 - 東北・関東・中部地区で発売。
- 3月11日 - 7件の不具合を解消する3回目のケータイアップデートが開始。
- 3月27日 - 2件の不具合を解消する4回目のケータイアップデートが開始。
- 3月下旬 - 販売終了。販売期間はおよそ2か月だった。
- 5月1日 - 5件の不具合を解消する5回目のケータイアップデートが開始。
- 7月18日 - 6件の不具合を解消する6回目のケータイアップデートが開始。
- 8月29日 - 1件の不具合を解消する7回目のケータイアップデートが開始。
- 11月7日 - 2件の不具合を解消する8回目のケータイアップデートが開始。

2009年
- 5月27日 - 3件の不具合を解消する9回目のケータイアップデートが開始。
- 8月12日 - 実空間透視ケータイの対応機種となった。

## 対応サービス
- au Smart Sports（アプリのダウンロードで対応していた）
- LISMO（ビデオクリップ・LISMO Video・オーディオ機器連携 (LISMO Port)対応）
- EZ「着うたフル」
- EZ「着うた」
- au Media Tuner（EZテレビ（ワンセグ）・地上デジタル音声放送実用化試験・EZチャンネルプラス）
- EZ・FM
- EZナビウォーク（声de入力・3Dナビ）
- EZ助手席ナビ
- 安心ナビ
- 災害時ナビ
- EZ FeliCa（おサイフケータイ。QUICPay設定アプリがプリインストールされている。）
- EZニュースフラッシュ
- EZケータイアレンジ
- PCサイトビューアー
- au one My Page
- グローバルエキスパート
- デコレーションメール
- EZアプリ (BREW)
  - EZアプリ「Full Game!」に対応
- 絵しゃべりメール
- ラッピングメール
- Touch Message
- テレビ電話
- ケータイ探せて安心サービス
- 安心ロックサービス
- アドレス帳預けて安心サービス
- 赤外線通信 (IrSimple)
- Bluetooth
- バイリンガル機能
- ペア機能
- でか文字
- オープンアプリプレイヤー
- マルチプレイウィンドウ（2画面表示）
- 大修館書店によるモバイル辞典（明鏡国語/ジーニアス英和・和英）
- PCドキュメントビューアー
- USB充電対応
- USBクレードル通信対応
- USB 2.0ハイスピード通信対応
- 実空間透視ケータイ

## 不具合
2008年2月8日、工場出荷時におけるアプリの設定ミスにより販売が中止・延期された。
- プリセットしているEZアプリが「!」表示になり起動しない場合がある

2008年2月13日に以下の不具合の修正がケータイアップデートにより行われた。
- アプリケーションの起動方法やEZ FeliCaサービスの利用に制限がかかる場合がある
- 特定の操作を行うと電源のリセットやキー操作を受付けなくなる場合がある
- PCサイトビューアーにて、テキストボックスに入力した文字列が反映されない場合がある

2008年2月15日、不具合により販売が一時停止された。
- テレビ電話の着信ができない場合がある

2008年2月27日に2度目のケータイアップデートが行われ、以下の不具合が修正された。

- テレビ電話の着信ができない場合がある(上記2月15日に発表されたもの)
- マナーモード中に着信音が鳴動する場合がある
- 着うたをグループ着信音や個別着信音に設定できない場合がある
- キー照明設定ONの状態であっても、Eメール受信後にキー照明が点灯しない場合がある

2008年3月11日に3度目のケータイアップデートが行われ、以下の不具合が修正された。

- EZweb中に電源のリセットやキー操作を受付けない状態になる場合がある
- EZwebでサイトからコンテンツのダウンロードができず、ダウンロードエラーが表示される場合がある
- 特定の文字をEメールアドレスの先頭に設定すると、Eメールの送信ができなくなる
- EZwebの「auお客様サポート」内の「通話料・通信料照会」「ご請求金額照会」のページが正しく表示されない場合がある
- グループ編集で設定した着信音やバイブレータが設定画面で正しく鳴動しない場合がある
- 特定の操作を行うと節電状態に移行しない場合がある
- 特定の電話番号が遠隔ロックの有効番号リストに登録できない場合がある

2008年3月27日に4度目のケータイアップデートが行われ、以下の不具合が修正された。

- 音声通話において相手側の音声が聞こえない場合がある
- データフォルダやmicroSDの操作中に電源がリセットする場合がある

2008年5月1日に5度目のケータイアップデートが行われ、以下の不具合が修正された。

- 「オーディオ機器連携」可能な着うたフルの連携機能が利用できない場合がある
- PCサイトビューアーやEZwebでサイトを閲覧時に電源のリセットやキー操作を受付けない状態になる場合がある
- アドレス帳の操作中に電源がリセットする場合がある
- データフォルダ・microSDメモリカードのデータを操作中に電源がリセットする場合がある
- 待受画面でピクト時計やアイコンが正しく表示されない場合がある

2008年7月18日に6度目のケータイアップデートが行われ、以下の不具合が修正された。

- EZニュースフラッシュが更新されない場合がある
- EZweb利用中に電源のリセットやキー操作を受付けない状態になる場合がある
- EZwebの接続やEメールの通信に失敗する場合がある
- カメラを起動中に電源がリセットする場合がある
- 消費電力を抑える機能が正しく動作しない場合がある
- 文字入力時に文字列の一括削除を何度も実施すると、電源のリセットが発生する場合がある

2008年8月29日に7度目のケータイアップデートが行われ、以下の不具合が修正された。

- ケータイサイトの会員登録や登録済サイトへの接続ができない場合がある

2008年10月24日に8度目のケータイアップデートが行われ、以下の不具合が修正された。

- 2画面状態でケータイサイトのページ更新を行うと、電源のリセットやキー操作を受付けない状態になる場合がある
- 会員登録済の特定サイトにおいて、初期値が入力項目に表示されない場合がある

2009年5月27日に9度目のケータイアップデートが行われ、以下の不具合が修正された。
ケータイアップデートのお知らせ
- EZweb利用中に電源のリセットやキー操作を受付けない状態になる場合がある
- Eメール受信時に何れかのキーを押下すると、電源がリセットする場合がある
- ムービーを早送りすると、キー操作を受付けない状態になる場合がある